# Liste der Biografien/Winz
Liste der Biografien |
Portal Biografien |
Personensuche
# |
A |
B |
C |
D |
E |
F |
G |
H |
I |
J |
K |
L |
M |
N |
O |
P |
Q |
R |
S |
T |
U |
V |
W |
X |
Y |
Z |
?
 
Wa |
Wc |
Wd |
We |
Wh |
Wi |
Wj |
Wl |
Wn |
Wo |
Wr |
Ws |
Wt |
Wu |
Ww |
Wy |
Wz
 
Wia |
Wib |
Wic |
Wid |
Wie |
Wif |
Wig |
Wih |
Wii |
Wij |
Wik |
Wil |
Wim |
Win |
Wio |
Wip |
Wir |
Wis |
Wit |
Wiv |
Wiw |
Wix |
Wiz
 
Wina |
Winb |
Winc |
Wind |
Wine |
Winf |
Wing |
Winh |
Wini |
Wink |
Winl |
Winm |
Winn |
Wino |
Winq |
Winr |
Wins |
Wint |
Winw |
Winz
Die Liste der Biografien führt alle Personen auf, die in der deutschsprachigen Wikipedia einen Artikel haben. Dieses ist eine Teilliste mit 44 Einträgen von Personen, deren Namen mit den Buchstaben „Winz“ beginnt.

## Winz
- Winz, Johann Conrad (1757–1828), Schweizer Gerichtsschreiber, Plantagenleiter, Sklavenhändler und Politiker
- Winz, Leo (1876–1952), zionistischer Aktivist, Journalist, Herausgeber der Zeitschrift „Ost und West“
- Winz, Rainer (* 1950), deutscher Ingenieur und Professor für Prozessdatenverarbeitung und Betriebssysteme

### Winza
- Winzap, Remigi (* 1961), Schweizer Diplomat

### Winze
- Winzeler, Marius (* 1970), Schweizer Kunsthistoriker und Museumsdirektor
- Winzen, Matthias (* 1961), deutscher Kunsthistoriker und Hochschullehrer für Kunsttheorie an der Hochschule der Bildenden Künste Saar in Saarbrücken
- Winzen, Otto (* 1951), deutscher Autor
- Winzen, Peter (* 1943), deutscher Historiker
- Winzen, Steph, deutsche Konzert-Saxophonistin, Dirigentin und Musikpädagogin
- Winzenhörlein, Franz (1876–1943), deutscher römisch-katholischer Geistlicher, Ordensmann, Missionar und Märtyrer
- Winzenried, Franz Josef Michael (1924–1989), deutscher Psychiater und Neurologe
- Winzenried, Kathrin (* 1973), Schweizer Fernsehjournalistin
- Winzens-Bredernitz, Dorit (* 1931), deutsche Malerin, Grafikerin und Illustratorin
- Winzent, Heike (* 1976), deutsche Politikerin (SPD), MdLHeike Winzent (* 1976)

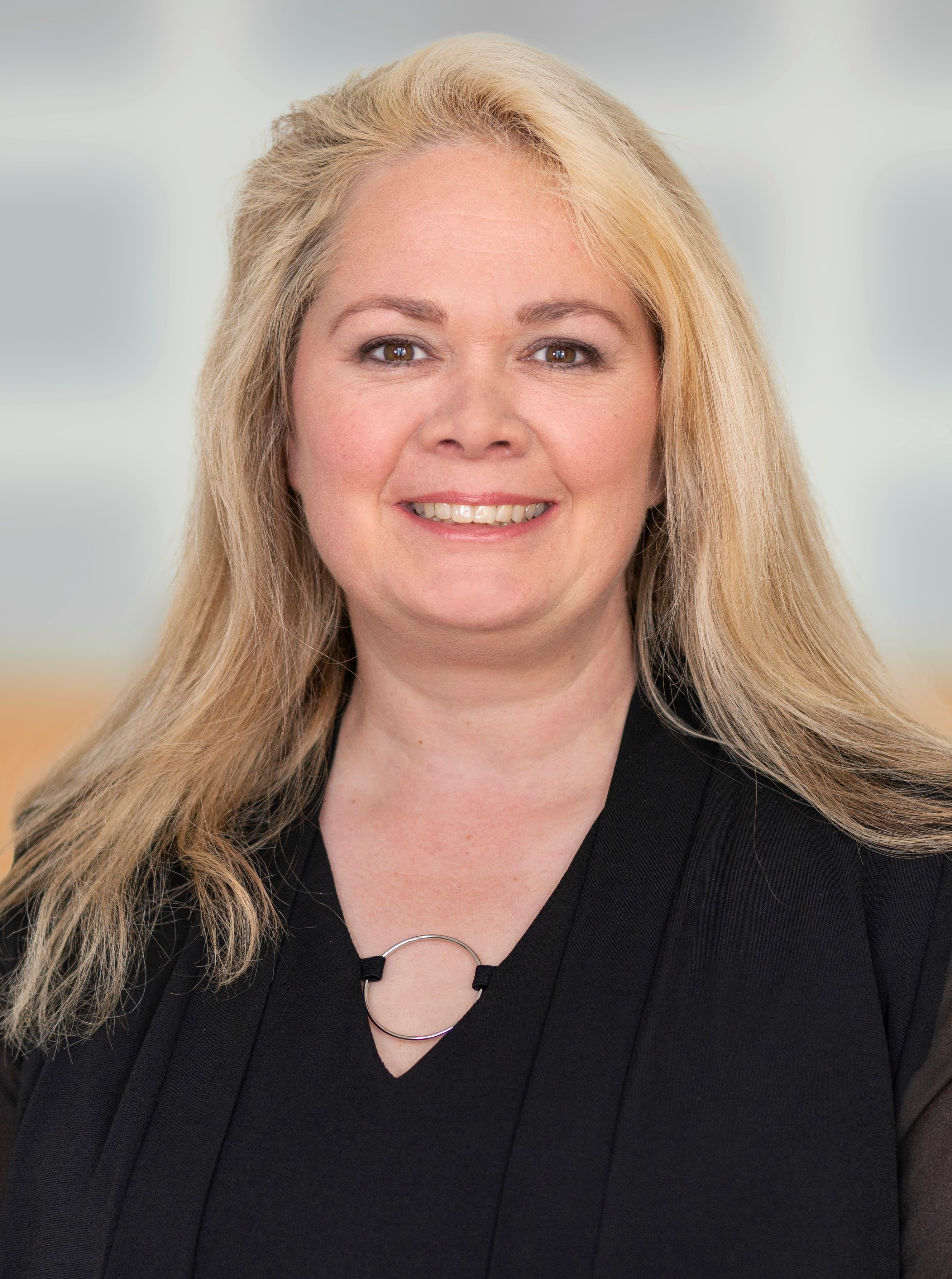
Heike Winzent (* 1976)

- Winzentsen, Franz (* 1939), deutscher Experimental- und Animationsfilmmacher
- Winzer, Bruno (* 1912), deutscher Offizier und Agent des Ministeriums für Staatssicherheit
- Winzer, Friedrich Albrecht († 1830), deutscher Pionier der Gasbeleuchtung
- Winzer, Friedrich Wilhelm (1811–1886), deutscher Orgelbaumeister
- Winzer, Gertrud (1940–2024), deutsche Politikerin (CDU), MdL
- Winzer, Hugo (1862–1937), deutscher Eiskunstläufer
- Winzer, Icke (1937–2013), deutscher Maler und Vertreter der konkreten, freien Malerei
- Winzer, Julius Friedrich (1780–1845), deutscher Ethnologe und evangelischer Theologe
- Winzer, Karl (1895–1962), deutscher Widerstandskämpfer und VVN-Funktionär
- Winzer, Karl Wilhelm (1823–1898), preußischer Textilunternehmer
- Winzer, Konrad (* 1955), deutscher Bildhauer
- Winzer, Max, deutscher Fußballspieler
- Winzer, Otto (1902–1975), deutscher Politiker (SED), MdV, Minister für Auswärtige Angelegenheiten der DDR
- Winzer, Paul (* 1908), deutscher Polizeiattaché, Kommandant des Konzentrationslagers Miranda de EbroPaul Winzer (* 1908)

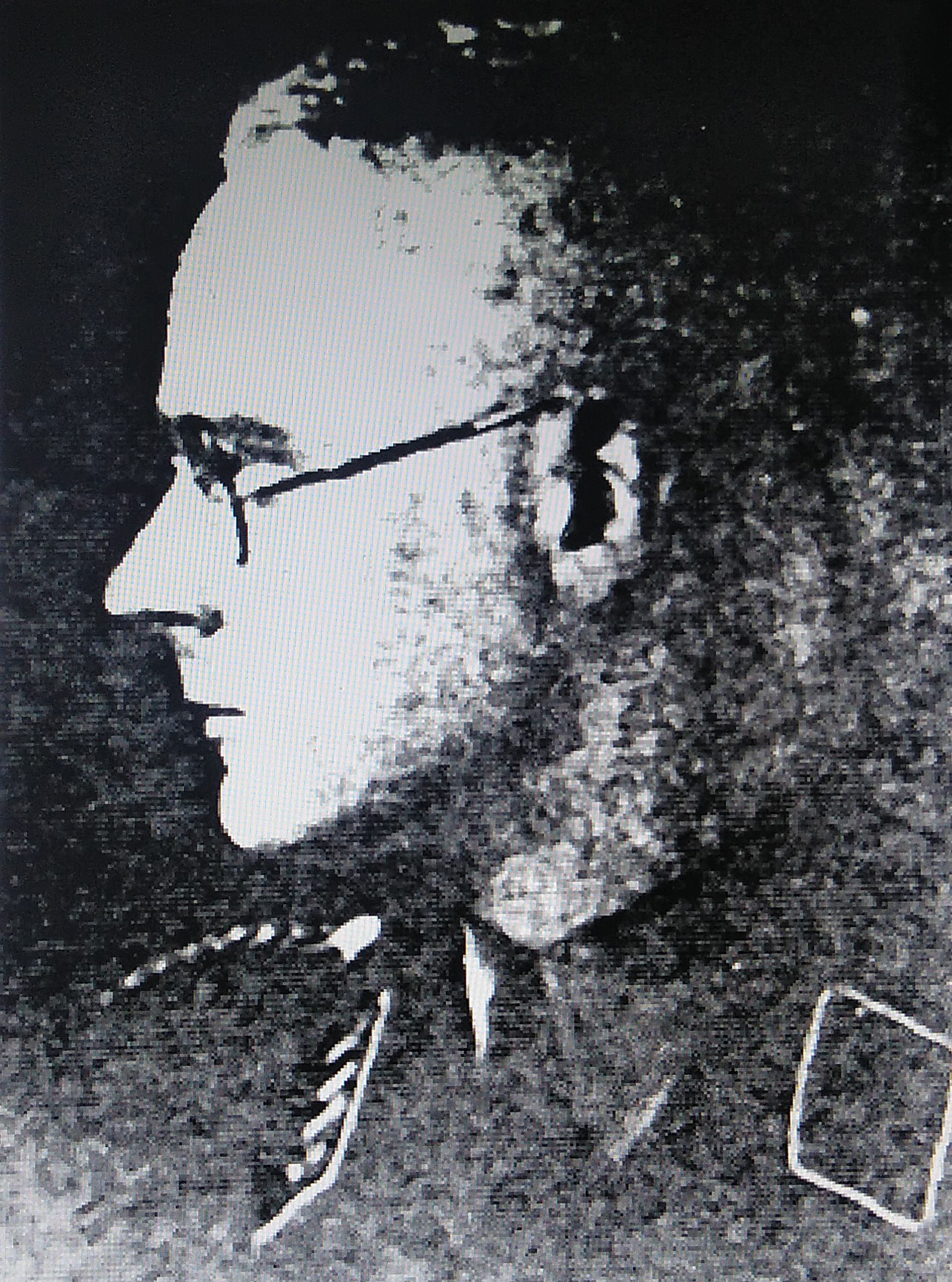
Paul Winzer (* 1908)

- Winzer, Peter (* 1965), deutscher Wirtschaftswissenschaftler
- Winzer, Petra (* 1955), deutsche Ingenieurin, Arbeitswissenschaftlerin und Hochschullehrerin
- Winzer, Reinhold Ferdinand (1797–1865), evangelischer Pastor, Superintendent
- Winzer, Wilhelm (1878–1957), deutscher Gewerkschafter, Genossenschafter, Politiker (SPD), MdL
- Winzer, Wilhelm Julius Reinhold (1834–1919), preußischer Beamter
- Winzer, Wolfgang (* 1936), deutscher Jurist, Hochschullehrer und Rechtsanwalt
- Winzerer, Kaspar, herzoglich bayerischer Rat und Pfleger zu Tölz
- Winzerer, Kaspar († 1515), bayerischer Pfleger zu Tölz
- Winzerer, Kaspar († 1542), kaiserlicher Rat des Kaisers Karl V., Pfleger zu Tölz und bayerischer Feldherr
- Winzet, Ninian (1518–1592), schottischer Benediktiner-Pater

### Winzh
- Winzheimer, Joseph (1807–1897), deutscher Arzt und Landtagsabgeordneter

### Winzi
- Winzig, Angelika (* 1963), österreichische Unternehmerin und Politikerin (ÖVP), Mitglied im Österreichischen Bundesrat, Abgeordnete zum Nationalrat
- Winzig, Philipp (* 1983), österreichischer Eishockeyspieler und -trainer
- Winzinger, Franz (1910–1983), deutscher Maler, Kunsthistoriker, Restaurator und Hochschullehrer

### Winzl
- Winzler, Zachäus Andreas (* 1750), deutscher Erfinder

### Winzo
- Winzor, Anton von (1844–1910), österreichischer Feldmarschallleutnant und Landeschef von Bosnien und Herzegowina